# Anchieta partheniella
Anchieta partheniella is een insect uit de familie van de Mantispidae, die tot de orde netvleugeligen (Neuroptera) behoort. 
Anchieta partheniella is voor het eerst wetenschappelijk beschreven door Westwood in 1867.